# Grzegorz Daroń
Grzegorz Daroń (ur. 7 października 1969 w Bydgoszczy) – polski kompozytor, muzyk, perkusista. Jest kompozytorem muzyki do filmów fabularnych, dokumentalnych, seriali i programów telewizyjnych, przedstawień teatralnych, autorem piosenek i producentem płyt.

## Biografia[1][2]
Ukończył Liceum Muzyczne, a następnie Akademię Muzyczną im. Feliksa Nowowiejskiego w Bydgoszczy w klasie perkusji Władysława Mazugi (dyplom 1993).
Jeszcze jako licealista założył wraz z kolegami (m.in. Krzysztof Herdzin) grupę „West”. Grał w niej początkowo na instrumentach klawiszowych i podejmował pierwsze próby kompozytorskie. Pierwszym sukcesem było zdobycie przez grupę West, którego był członkiem i twórcą utworów, I miejsca na festiwalu Jazz Juniors w Krakowie w 1986.
W 1993 r. skomponował muzykę do musicalu Za Grzechy Swoje Dorośniesz, wystawionego przez bydgoski Teatr Tańca Nowoczesnego Gest. W roku 1994 zaaranżował koncert symfoniczno-rockowy Dwa Światy z udziałem Orkiestry Symfonicznej Filharmonii Pomorskiej oraz zespołów: Bajm, Oddział Zamknięty, Ira, Roan, Air Force One, Kobranocka, Zdrowa Woda i Graffiti.
W kolejnych latach intensywnie pracował nad muzyką filmową i koncertował jako perkusista w różnych formacjach jazzowych i rockowych, współpracując ze wszystkimi znaczącymi muzykami bydgoskimi i z krajową czołówką. Pierwszą jego kompozycją muzyki filmowej były Młode wilki 1/2 w reżyserii Jarosława Żamojdy.
Jest członkiem Polskiej Akademii Filmowej. Jako perkusista współpracuje m.in. z zespołem Justyny Steczkowskiej, w którym jest kierownikiem muzycznym, grupą The Ślub, Asocjacja Andrzeja Przybielskiego oraz z polsko-angielskim zespołem Roy Benett Group.

## Kariera filmowa

### Filmy i seriale[6][7]
- Młode wilki 1/2 (1998) muzyka
- Pierwszy milion (1999) muzyka
- 6 dni strusia (2000) muzyka
- Pierwszy milion – serial (2000) muzyka
- Na Wspólnej (2003-2019) muzyka
- Rodzinka licencja BBC (2003-2004) muzyka
- Zróbmy sobie wnuka (2003) aranżacja, muzyka, wykonanie muzyki (instrumenty klawiszowe)
- Bitwa o Anglię (2004) muzyka
- Kochankowie Roku Tygrysa (2005) muzyka
- Legenda (2005) muzyka
- Magda M. (2005-2007) muzyka
- Wielkie ucieczki (2006) współpraca muzyczna (3 odcinki)
- My Baby (2006) muzyka
- Miasto ucieczki (2006) muzyka
- Ja wam pokażę! (2007) muzyka, dyrygent
- Drzazgi (2008) muzyka, producent muzyczny, wykonanie muzyki (instrumenty klawiszowe)
- Majka (2009) muzyka
- Śniadanie do łóżka (2010) muzyka
- Julia (2012) muzyka
- Podejrzani zakochani (2013) muzyka
- Violetta (Disney) (2013) produkcja muzyczna
- Wyścig (2018) muzyka
- Nie zostawiaj mnie (2019) muzyka

### Teatr Tv[8]
- Farrago (1999) muzyka, programowanie komputerów
- Padnij (2005) muzyka
- Komu wierzycie? (2006) muzyka
- Rodzinny Show (2008) muzyka

### Etiudy szkolne PWSFTviT[9]
- Smuga cienia (2005) muzyka
- Pętla (2006) muzyka

### Etiudy szkolne (oprócz PWSFTviT)[10]
- Pralnia (2008) muzyka

## Kariera teatralna[11]
- Od czasu do czasu (2007) muzyka (reż. Zdzisław Derebecki)

## Kariera muzyczna
- Justyna Steczkowska – Femme Fatale (2004) (perkusja)